# Alžběta z Křižanova
Alžběta z Křižanova (nebo také Eliška) († 1296) byla česká šlechtična, sestra svaté Zdislavy.

## Život
Narodila se jako dcera moravského velmože Přibyslava z Křižanova a jeho manželky Sibyly z Křižanova. Jako mladá byla provdána za Smila z Lichtenburka, jehož byla druhou manželkou. Manželé měli tři syny, Smila, Oldřicha a Rajmunda a nejmenovanou dceru, manželku uherského šlechtice a vyhnance Jindřicha z Kyseka.
Po Smilově smrti roku 1269 se Eliška provdala za Hrabiše ze Švábenic.
Zemřela roku 1296.